# Claire Stievenard
Claire Stievenard, née le 15 septembre 1993 à Lens (Pas-de-Calais, France), est une joueuse de basket-ball française évoluant au poste d'ailière.

## Biographie
Claire Stievenard est membre des équipes nationales de jeunes de 2008 à 2012, étant même capitaine de l'équipe des 17 ans et moins.
Native du Nord, elle commence sa carrière à sept ans dans le club nordiste de Barlin puis à l'âge de 11 ans, elle quitte le club de ses débuts pour rejoindre Arras. Jouant à Wasquehal, elle est repérée par l'INSEP et rejoint par la suite le Centre fédéral. À sa sortie de l'INSEP, elle rejoint le club professionnel de Nantes-Rezé où elle jouera 4 saisons puis s'engage avec le club de Saint-Amand Hainaut Basket pour la saison 2015-2016. 
Alors que le club de Nantes-Rezé traverse un début de saison 2013-2014 compliqué (défaites, départs de Chantelle Handy et de Shamela Hampton...), elle réussit un match quasi parfait lors de la rencontre Nantes Rezé Basket - Basket Landes du samedi 2 novembre 2013. Elle mit à elle seule 21 points, intercepta 3 ballons, prit 3 rebonds et réussit un 8 sur 14 aux tirs. Le tout couronné par un 21 d'évaluation.
En 2017-2018, elle signe en Ligue 2 avec Arras sous les ordres de Quentin Buffard avec des statistiques personnelles de 12 points et 4,1 rebonds par rencontre. Pour 2018-2019, elle reste dans la même division mais avec Reims.

## Parcours
- 2000-2004: Barlin
- 2004-2006: Arras
- 2006-2008: Wasquehal
- 2008-2011: Centre Fédéral
- 2011-2015 : Nantes-Rezé
- 2015-2017 : Saint-Amand Hainaut Basket
- 2017-2018 : Arras Pays d'Artois basket féminin
- 2018-2019 : Champagne Basket

## Palmarès

### Club
- Vainqueur du Challenge Round LFB en 2012
- Finaliste de la Coupe de France 2013

### Sélection nationale
- Médaille d'or au Festival olympique de la jeunesse européenne 2009[5]
- Médaillée d’argent à l’Euro Juniors en 2011
- Médaillée d’argent au Mondial Cadettes en 2010
- Médaillée de bronze à l’Euro Cadettes en 2009